# Меркуров, Сергей Дмитриевич
Серге́й Дми́триевич Мерку́ров (26 октября [7 ноября] 1881, Александрополь, Кавказское наместничество — 8 июня 1952[…], Москва) — русский и советский скульптор-монументалист, один из основных московских ваятелей первых советских десятилетий, музейный работник. Один из первых действительных членов Академии художеств СССР (с 1947), народный художник СССР (1943), лауреат двух Сталинских премий первой степени (1941, 1951).
Автор многочисленных монументов Владимиру Ленину и Иосифу Сталину (в том числе трёх самых крупных на территории СССР — в Ереване (1950), на входе в Канал имени Москвы (1937) и на ВДНХ в Москве (1939)). Довёл до высокого искусства технику посмертной маски.

## Биография

### Ранние годы
Родился 26 октября (7 ноября) 1881 год в городе Александрополь в греческой семье Дмитрия Федоровича и Парфены Христофоровны Меркуровых (Меркуриди). Семья переехала в Александрополь из Карина в 1830-х годах.  Скульптор Эрнст Неизвестный писал, что Меркуров любил вспоминать, что он грек.
Легенда, жившая в роду Меркуровых, утверждала, что их предки принадлежали к древнему царскому роду Палеологов, управлявших некогда Византийской империей.
В 1901 году окончил реальное училище в Тифлисе и поступил в Киевский политехнический институт, но был вскоре исключён за участие в политических волнениях.
Осенью 1902 года продолжил образование в Швейцарии на факультете философии Цюрихского университета. Тогда же впервые присутствовал на политических дебатах с участием Владимира Ленина. Продолжая изучать философию, стал учеником швейцарского скульптора Адольфа Мейера. Вскоре по совету последнего поступил в Мюнхенскую Академию художеств, где учился до 1905 года у профессора Вильгельма фон Рюмана.
С осени 1905 года по 1907 год жил и работал в Париже. В этот период познакомился со скульптурными работами француза Огюста Родена и бельгийца Константина Менье, что нашло отражение в его собственных работах.

### Россия

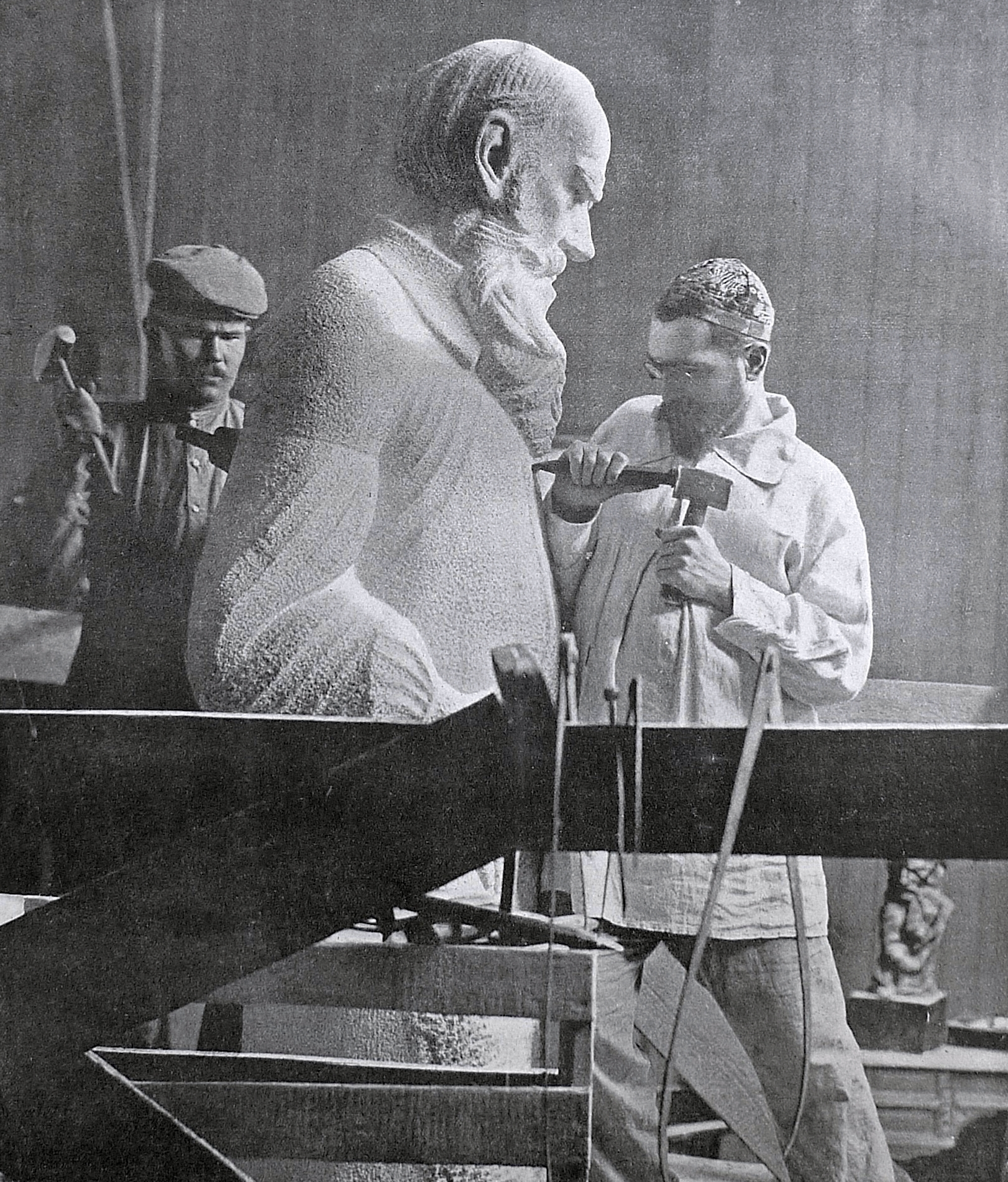
С. Д. Меркуров заканчивает работу над статуей Льва Толстого. 1913 год

В 1907 году, уже будучи скульптором, вернулся в Россию. Жил в Тифлисе и Ялте, осенью 1910 года переехал в Москву и 7 ноября был приглашён сделать посмертную маску Льва Толстого.

Фигура «Мысль» (1913) установлена на могиле С. Меркурова на Новодевичьем кладбище
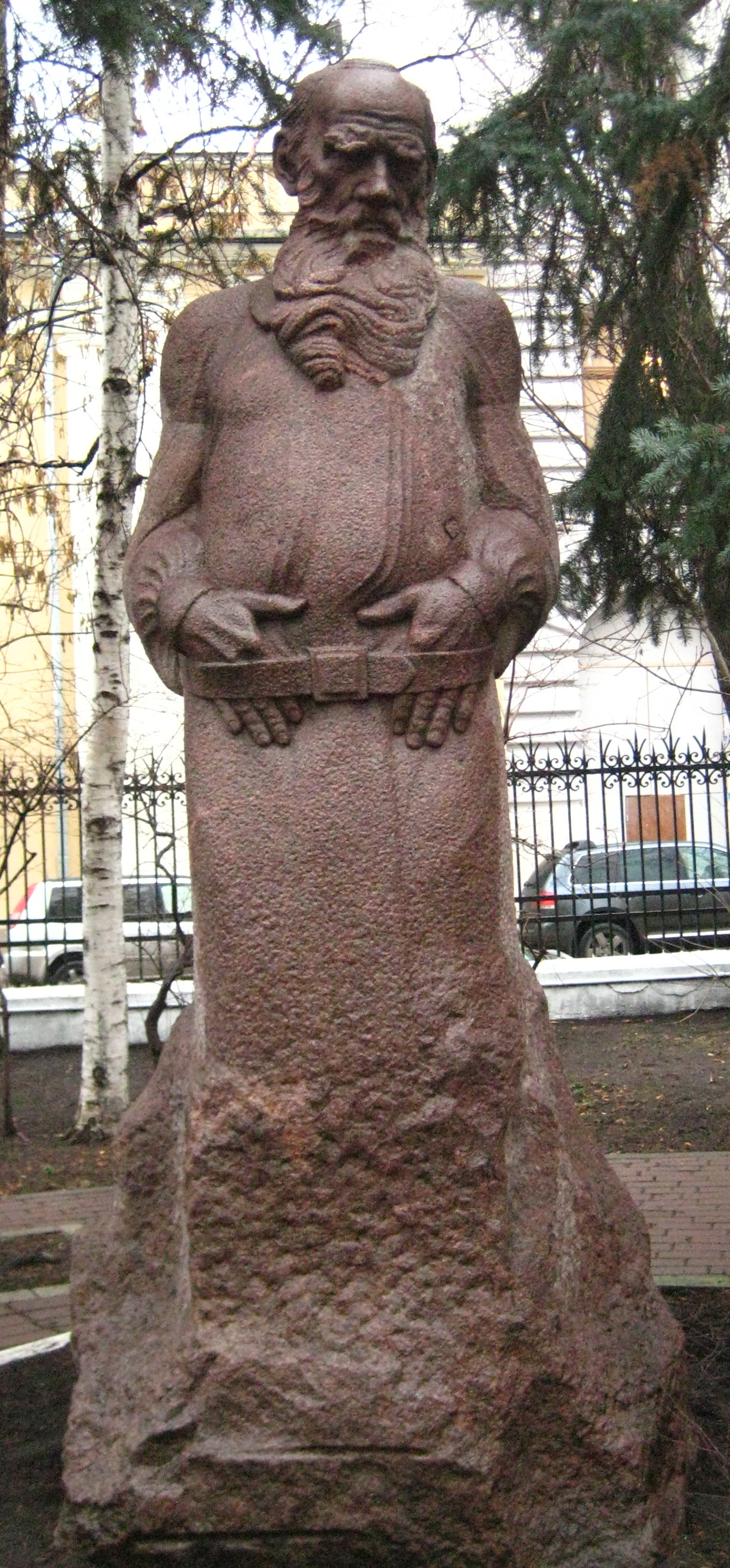
Памятник Льву Толстому (1913)

### План «монументальной пропаганды»
12 апреля 1918 года Совет Народных Комиссаров СССР принял декрет «О памятниках республики», а 30 июля 1918 года утвердил список имён исторических деятелей, монументы которых надлежало установить в городах России. К этому моменту в мастерской скульптора уже были две готовые гранитные статуи из этого списка — Фёдора Достоевского, выполненная в 1914 году по заказу миллионера Шарова, и Льва Толстого, выполненная в 1912 году.
Скульптура Ф. Достоевского была задумана скульптором в 1905 году, тогда он вылепил около двадцати бюстов писателя, прежде чем перейти к материалу статуи — шведскому граниту. Моделью для статуи Ф. Достоевского был А. Н. Вертинский. Об этом говорят сцепленные в страстном бессилии, как у Пьеро Вертинского, руки статуи. С. Меркуров предложил Моссовету эти уже готовые статуи и специальная комиссия, возглавлявшаяся А. В. Луначарским, одобрила их по представлению помощника наркома имуществ республики Н. Виноградова. Это был первый большой успех скульптора при новой власти.
Некоторые современники восприняли памятник Ф. М. Достоевскому критически. Поэт Иван Приблудный, прообраз известного персонажа «Мастера и Маргариты» Ивана Бездомного, писал:

Глубже и ниже, к подъёму крутому,

где отдаётся с букетом в руке

Трубная площадь бульвару Цветному,

где Достоевский застыл в столбняке…

Сергей Меркуров. Смерть вождя, 1925—1949

В 1920-е годы был членом масонской ложи «Единое трудовое братство», Ассоциации художников революционной России. Был лично знаком с В. И. Лениным, создал его посмертную маску и многочисленные монументальные изображения первого председателя Совнаркома. Некоторые работы, посвящённые Ленину, оказались в центре серьёзных и многолетних конфликтов. Так, споры вызвала его скульптурная композиция «Смерть вождя» (над ней скульптор работал 25 лет), особым решением Политбюро ЦК её гипсовая модель была удалена с Всероссийской выставки 1928 года.
9 июля 1920 года Симбирский губисполком заключил договор с Сергеем Дмитриевичем с обязательством «выполнить для города Симбирска гранитную статую — монумент Карла Маркса величиною до 5—6 аршин (в зависимости от наличия имеющегося розового гранита)». Было решено, что скульптура будет изготовлена в Москве, а пьедестал и архитектурное оформление — в Симбирске. Памятник установлен рядом со зданием Симбирской классической гимназии, был торжественно открыт 7 ноября 1921 года в присутствии Меркурова.

### Период культа личности

Памятник Ленину в Дубне

Стал одним из первых скульпторов-монументалистов, регулярно получавших государственные заказы на статуи Ленина и Сталина. Он создал огромное количество этих монументов. Ему принадлежит первенство в создании трёх самых больших: монумент в Ереване высотой 49 м вместе с постаментом; в Дубне памятники Ленину и Сталину по две стороны от входа в Канал имени Москвы; и на ВСХВ в Москве. Памятник в Дубне — второй в мире по величине памятник В. И. Ленину — высота 37 м (высота фигуры — 22 м), вес — 450 т. Он находится в Дубне в районе железнодорожной станции Большая Волга. Памятник был установлен в 1937 году на берегу Волги около начала канала имени Москвы. Одновременно на противоположном берегу был установлен памятник Сталину. После смерти Сталина и разоблачения «культа личности» памятник был взорван, однако постамент остался.
Искусствоведы эпохи отмечали «ассиро-вавилонскую» мощь этих памятников, однако с середины 1940-х годов скульптурные образы вождей стали уступать место работам других авторов — Н. Томского, Е. Вучетича и других.
В 1952 году во время реконструкции ВСХВ в Москве был демонтирован монумент Сталину.
В эпоху хрущёвской «оттепели» многие монументы Сталину были демонтированы или уничтожены, из них в Москве сохранилось два — в Парке искусств «Музеон» и во дворе Третьяковской галереи в Лаврушинском переулке.
Вплоть до перестройки был известен в истории советской скульптуры как непревзойдённый мастер создания образов Ленина, многие из которых не сохранились. В 2011 году был открыт «новый» монумент Ленину в Уфе — точная копия с аналогичного памятника на Тверской площади.
Член ВКП(б) с 1945 года.
В 1944—1950 годах — директор Государственного музея изобразительных искусств имени А. С. Пушкина. Под его руководством проводилось восстановление здания музея, пострадавшего во время войны от бомбардировок, и подготовка к открытию экспозиции.
Умер 8 июня 1952 года в Москве; похоронен на Новодевичьем кладбище (участок № 2).

### Семья
- 1-й брак — Марфа Германовна Меркурова (урожд. Герб 1888—1921)[23].
- 2-й брак — Августа Григорьевна Меркурова (урожд. Сапир; (1889—1949), актриса МХАТа. Семья Сапир владела апрекой на Большой Грузинской улице в Москве[24]. Снималась в кино под псевдонимом Аста Грай. Похоронена на Новодевичьем кладбище[22].
- 3-й брак — Ариадна Сергеевна Меркурова-Гольдштейн (1906—1978)

Сыновья:
- Георгий Сергеевич Меркуров (1924—1992), юрист, полковник, преподаватель в военном училище[25]. Его жена — Инесса Гансовна Меркурова (урожд. Лемберг), окончила исторический факультет (кафедра истории искусств, 1953 год) Лениградского университета, кандидат искусствоведения[26], преподаватель в Московском государственном художественном училище.
- Федор Сергеевич Меркуров (род. 1948), художник-оформитель, работал над изданиями книг Андрея Битова, Василия Гроссмана, Юрия Домбровского («Меня убить хотели эти суки»), Александра Зиновьева («Зияющие высоты») и др.;

Правнук — Антон Меркуров (род. 1981).
Двоюродный брат — Георгий Гурджиев (1866—1949), духовный учитель, писатель, композитор.

## Награды и звания
- Заслуженный деятель искусств Армянской ССР (1940)[30]
- Заслуженный деятель искусств РСФСР (1942)
- Народный художник СССР (1943)
- Народный художник Армянской ССР (1950)[31]
- Сталинская премия первой степени (1941) — за скульптуры В. И. Ленина в Зале заседаний Большого Кремлёвского дворца и И. В. Сталина на ВСХВ[32]
- Сталинская премия первой степени (1951) — за памятник И. В. Сталину в Ереване
- Орден Ленина (16.09.1939)
- Два ордена Трудового Красного Знамени (1947, 1951[33])
- Медаль «За доблестный труд в Великой Отечественной войне 1941—1945 гг.»
- Медаль «В память 800-летия Москвы»
- Действительный член АХ СССР (1947)[34][8][35].

## Память
- В 1984 году в Гюмри, в доме, построенном дедом скульптора Фёдором Меркуровым (1869), открылся Дом-музей С. Д. Меркурова, где экспонируются посмертные маски 59 советских лидеров и знаменитых личностей, в том числе единственная оригинальная посмертная маска В. Ленина. Армяне считают С. Меркурова армянским скульптором[36], а сам он говорил так: «Мои мать и отец — греки, но я грек-армянин». На протяжении всей жизни Меркуров сохранял глубокую связь с армянской культурой и языком.[9]
- В Измайловском парке Москвы расположен памятник С. Д. Меркурову на месте дачи, где скульптор жил и работал с 1920 по 1952 год (как указано на памятнике). Памятник в настоящее время является заброшенным.
- В СССР и Армении были выпущены почтовые марки, посвящённые скульптору.
- Символическая фигура «Мысль» (1913) установлена на могиле автора в 1956 году.

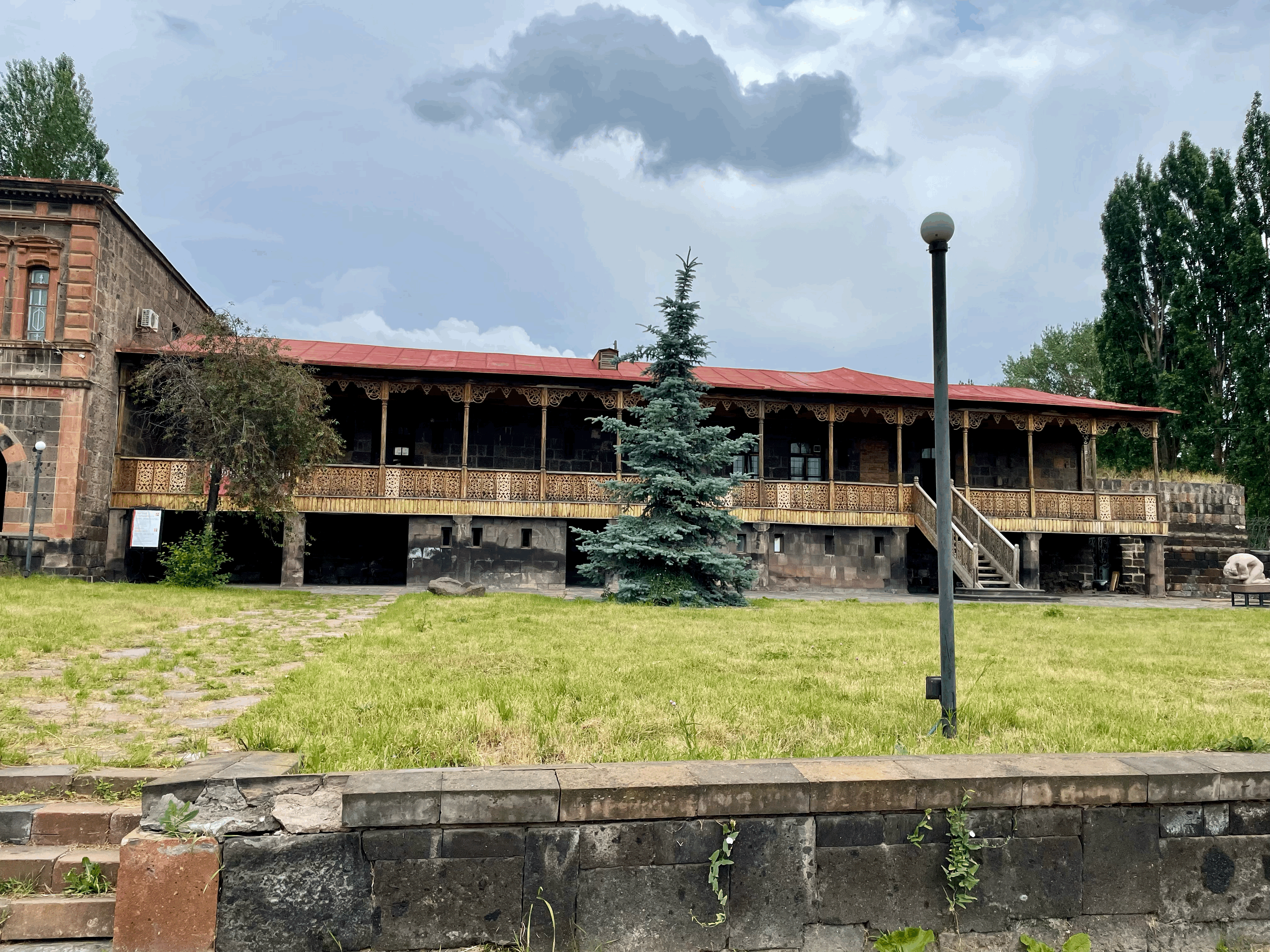
Дом-музей С. Д. Меркурова в Гюмри, Армения
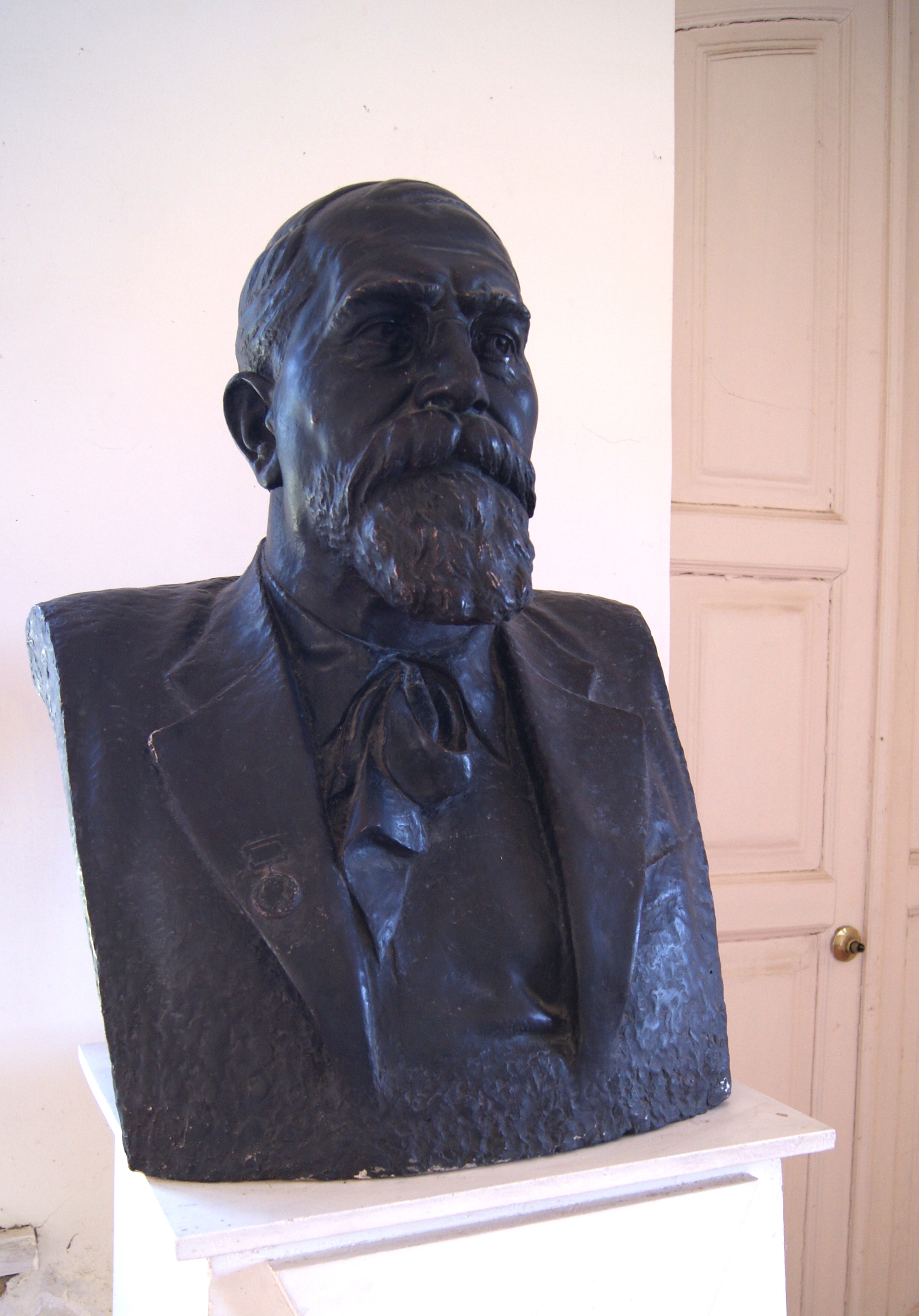
Бюст в доме-музее в Гюмри
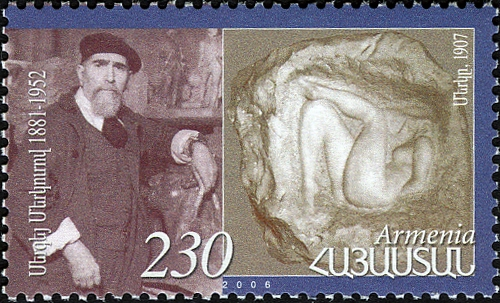
Марка Армении, посвящённая Меркурову
Памятник С. Д. Меркурову в Измайловском парке в Москве

## Произведения

### Статуи и монументы
- Гранитная статуя Л. Н. Толстого, 1913 год. В 1972 году установлена у здания музея Толстого на Пречистенке в Москве.
- Гранитная статуя Ф. М. Достоевского, 1911—1913 годы. В 1918 году установлена на Цветном бульваре, в 1936 году перенесена на улицу Достоевского.
- Символическая фигура «Мысль» (1913), гранит, установлена на могиле автора в 1956 году.

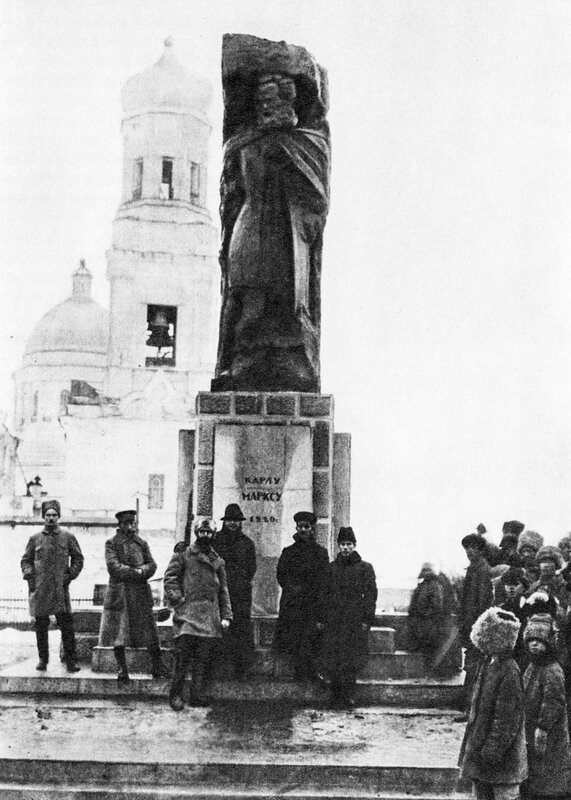
Открытие памятника К. Марксу в Симбирске 7 ноября 1921 года. Третий слева — С. Д. Меркуров.

- Открытие памятника К. Марксу в Симбирске 7 ноября 1921 года. Третий слева — С. Д. Меркуров.Памятник К. Марксу, 1921 год, Симбирск[37][38].
- Памятник К. А. Тимирязеву, архитектор Д. П. Осипов, 1922—1923 годы, Москва.
- Бюст В. И. Ленину, 1925 год, г. Сергиев Посад[39]
- Памятник В. И. Ленину установлен 10 июля 1934 г. Иркутск. Изготовлен в 1925 г.
- Памятник Н. П. Бурденко, 1949 год, Москва, ул. Фадеева, д. 5.
- Памятник А. В. Вишневскому. Установлен перед институтом, носящем его имя.
- Памятник К. Э. Циолковскому, Москва.
- Памятник М. Авербаху, 1952 год, Москва, Садовая-Черногрязская улица, дом 14/19[40]
- Горельеф «Расстрел 26 бакинских комиссаров», 1924—1946 годы. Открыт в Баку в 1958 году. Снесён в 1990-х годах.
- Скульптурная группа «Похороны Вождя», (1927—1947), Горки Ленинские.
- Голова, гранит, Степан Шаумян (1929)
- Памятник С. Шаумяну в Ереване (1932)
- Рельефы[41]для стадиона «Динамо» в Москве (1934)
- Бюст Ленина в Иркутске (1934)
- Памятник Ф. Дзержинскому в Сталинграде (1936)
- Две гранитные монументальные скульптуры В. И. Ленина и И. В. Сталина на канале имени Москвы, 1937 год (при сооружении было использовано до двадцати железнодорожных составов крупнозернистого серо-розового гранита, а вес отдельных глыб достигал ста тонн)[5].
- Мраморная статуя В. И. Ленина для зала заседаний, Верховного совета СССР (1939)
- Гранитный скульптурный памятник Ленину возле Института марксизма-ленинизма, архитектор И. А. Француз (1940, Москва, Тверская площадь).
- Гранитный скульптурный памятник Ленину г. Серпухов (1925)
- Бюсты на могилах Я. М. Свердлова, М. В. Фрунзе, Ф. Э. Дзержинского, М. И. Калинина (1947) и А. А. Жданова (1949) в Некрополе у Кремлёвской стены в Москве.
- Мраморная скульптура И. В. Сталина на Всесоюзной сельскохозяйственной выставке (1940)
- Статуя И. В. Сталина из кованой меди в Ереване (1950, снята в 1962 году)
- Многочисленные, часто гигантских размеров, гранитные статуи Ленина и Сталина[42].
  - Памятник Сталину в Парке искусств.
  - Памятник Сталину перед Третьяковской галереей.
- Памятник В. И. Ленину в Киеве (1949). Сброшен с пьедестала и разрушен 8 декабря 2013 года участниками Евромайдана[43][44][45][46].
- Памятник В. И. Ленину во Львове (1952). Демонтирован с санкции местной власти 14 сентября 1990 года.

### Посмертные маски (всего более 300)
- Алексей Толстой
- Андрей Белый
- Валерий Брюсов
- Михаил Булгаков
- Максимилиан Волошин
- Максим Горький
- Феликс Дзержинский
- Андрей Жданов
- Надежда Крупская
- Валериан Куйбышев
- Владимир Ленин
- Антон Макаренко
- Владимир Маяковский
- Котэ Марджанишвили
- Католикос Мкртич I Хримян (первая посмертная маска работы Меркурова)
- Серго Орджоникидзе
- Георгий Плеханов
- Николай Подвойский
- Яков Свердлов
- Леопольд Сулержицкий
- Василий Суриков
- Лев Толстой
- Мария Ульянова
- Михаил Фрунзе
- Клара Цеткин
- Константин Циолковский
- Валерий Чкалов
- Борис Шапошников
- Сергей Эйзенштейн

### Надгробные памятники
Новодевичье кладбище:
- П. С. Аллилуев
- М. М. Блюменталь-Тамарина
- М. Л. Вельтман
- Надгробие В. А. Гиляровского
- М. М. Ипполитов-Иванов
- Н. Н. Поликарпов

### Надгробные памятники у Кремлёвской стены
- Ф. Э. Дзержинскому
- А. А. Жданову
- М. И. Калинину
- Я. М. Свердлову
- М. В. Фрунзе

## Книги
- Меркуров С. Д. Записки скульптора. — М.: Изд-во АХ СССР, 1953. — 100 с.